# Estação Costa Mar
A Estação Costa Mar é uma das estações do Biotrén, situada em San Pedro de la Paz, entre a Estação Alborada e a Estação El Parque. Administrada pela Ferrocarriles del Sur (FESUR), faz parte da Linha 2.
Foi inaugurada em 24 de novembro de 2005. Localiza-se no cruzamento da Rodovia Concepción-Lota com a Rua Tucapel. Atende o setor de San Pedro de la Costa.